# Dicranota (Rhaphidolabis) sessilis
Dicranota (Rhaphidolabis) sessilis is een tweevleugelige uit de familie Pediciidae. De soort komt voor in het Nearctisch gebied.